# Robin van der Meer
Robin van der Meer (Voorburg, 21 februari 1995) is een Nederlands professioneel voetballer die als verdediger speelt. Hij verruilde medio 2025 Rijnsburgse Boys voor RKVV Westlandia.

## Clubcarrière
Van der Meer speelde in de jeugd van RVC Rijswijk en VV Haaglandia, waarna hij in 2007 in de jeugdopleiding van ADO Den Haag werd opgenomen. Die doorliep hij tot en met het beloftenelftal.
Van der Meer tekende in mei 2014 vervolgens een contract tot medio 2016 bij Go Ahead Eagles, met een optie op nog een seizoen.. Die verbintenis verlengde hij in januari 2015 tot medio 2017, met opnieuw een optie voor een extra seizoen. Van der Meer maakte op 24 augustus 2015 zijn debuut in het betaald voetbal, toen hij met de club uit Deventer een competitiewedstrijd in de Eerste divisie speelde uit tegen FC Den Bosch (2-4 overwinning). Hij kwam 8 minuten voor tijd het veld in voor Kenny Teijsse. Aan het einde van het seizoen 2015/'16 promoveerde Go Ahead, met van der Meer als vaste waarde, via play-offs naar de Eredivisie. Het leverde hem een transfer op naar het grotere FC Utrecht. In Utrecht tekende hij een contract voor 4 jaar. Bij de club debuteerde hij een jaar later in de UEFA Europa League.
In 2018 ging hij naar SBV Excelsior. Op 3 februari 2019 maakte de verdediger zijn eerste doelpunt in het betaalde voetbal, door in een thuisduel tegen Feyenoord als invaller de winnende treffer in blessuretijd te maken. In december 2019 scheurde zijn voorste kruisband af, waardoor hij lange tijd uitgeschakeld zou zijn. In oktober van het volgende jaar maakte hij uiteindelijk zijn rentree op de Nederlandse velden.   Na Excelsior speelde Van der Meer nog voor Helmond Sport. 
Medio 2023 kwam zijn profloopbaan ten einde, waarna hij aansloot bij tweededivisionist Rijnsburgse Boys. Voor Van der Meer zat zijn eerste seizoen er voor Rijnsburgse Boys al in november op doordat hij in een bekerduel tegen FC Groningen (0-1 nederlaag) een zware knieblessure opliep. Wederom lag de verdediger er langdurig uit.
In de zomer van 2025 liet van der Meer Rijnsburgse Boys achter zich om aan de slag te gaan bij RKVV Westlandia, een transfer die reeds in januari 2025 al beklonken was.

## Interlandcarrière
Van der Meer won in 2011 met Nederland onder 17 het Europees kampioenschap en hij nam deel aan het Wereldkampioenschap. De verdediger speelde drie groepswedstrijden mee op het toernooi.

## Statistieken
| Seizoen                     | Club            | Land           | Competitie     | Competitie | Competitie | Beker | Beker | Europees | Europees | Overig | Overig | Totaal | Totaal |
| Seizoen                     | Club            | Land           | Competitie     | Wed.       | Dlp.       | Wed.  | Dlp.  | Wed.     | Dlp.     | Wed.   | Dlp.   | Wed.   | Dlp.   |
| --------------------------- | --------------- | -------------- | -------------- | ---------- | ---------- | ----- | ----- | -------- | -------- | ------ | ------ | ------ | ------ |
| 2015/16                     | Go Ahead Eagles | Nederland      | Eerste divisie | 26         | 0          | 2     | 0     | 0        | 0        | 4      | 0      | 32     | 0      |
| 2016/17                     | Go Ahead Eagles | Nederland      | Eredivisie     | 3          | 0          | 0     | 0     | 0        | 0        | 0      | 0      | 3      | 0      |
| 2016/17                     | Jong FC Utrecht | Nederland      | Eerste divisie | 1          | 0          | –     | –     | -        | -        | –      | –      | 1      | 0      |
| 2016/17                     | FC Utrecht      | Nederland      | Eredivisie     | 19         | 0          | 3     | 0     | 0        | 0        | 0      | 0      | 20     | 0      |
| 2017/18                     | FC Utrecht      | Nederland      | Eredivisie     | 8          | 0          | 2     | 0     | 3        | 0        | 0      | 0      | 13     | 0      |
| 2017/18                     | Jong FC Utrecht | Nederland      | Eerste divisie | 7          | 0          | –     | –     | -        | -        | –      | –      | 7      | 0      |
| 2018/19                     | SBV Excelsior   | Nederland      | Eredivisie     | 10         | 1          | 1     | 0     | 0        | 0        | 0      | 0      | 11     | 1      |
| Carrièretotaal              | Carrièretotaal  | Carrièretotaal | Carrièretotaal | 74         | 1          | 8     | 0     | 3        | 0        | 4      | 0      | 89     | 1      |
| Bijgewerkt op 30 april 2018 |                 |                |                |            |            |       |       |          |          |        |        |        |        |